# Calixto Valverde
Calixto Valverde y Valverde (Castromonte, Valladolid, 1 de marzo de 1870 - Valladolid, 25 de marzo de 1941) fue un jurista, político y catedrático español.

## Biografía
Natural de la localidad vallisoletana de Castromonte, pertenecía a una familia de labradores y propietarios. Estudió el bachiller en Valladolid y la carrera de Derecho en la universidad de dicha ciudad, licenciándose en 1891. Un año más tarde, en 1892, obtuvo el doctorado por la Universidad Central de Madrid con la tesis Pena. Su naturaleza y sus fines.
Desde 1893 ejerció la docencia en la facultad de Derecho de la Universidad de Valladolid, hasta que el 12 de abril de 1903 fue nombrado catedrático de Derecho civil en la Universidad de Granada, tras aprobar la oposición. No obstante, el 29 de mayo de 1903 permutó su cátedra con Guillermo García-Valdecasas Páez, por lo que Valverde pasó a ocupar la cátedra de Derecho civil en la Universidad de Barcelona. Nuevamente permutó su cátedra el 27 de julio de ese mismo año, esta vez con Felipe Clemente de Diego, por lo que pasó a ocupar la cátedra de la Universidad de Valladolid.
En las elecciones generales de 1905 fue elegido diputado conservador en Cortes por el distrito de Villalón de Campos, cargo que ocupó hasta la disolución de las Cortes el 30 de marzo de 1907. En las elecciones generales de 1910 fue elegido senador por la provincia de Valladolid.
El 16 de marzo de 1916 fue nombrado rector de la Universidad de Valladolid, tomando posesión el 20 de marzo. Ocupó el rectorado hasta el 31 de julio de 1929, cuando cesó tras haber dimitido del mismo el 2 de julio.
El 26 de febrero de 1940 se le nombró rector honorario de la Universidad y se instituyó con su nombre un Instituto de Estudios Superiores de Derecho Privado. Se jubiló ese mismo año y fue reconocido como decano honorario de la facultad de Derecho.
Falleció el 25 de marzo de 1941 a causa de una insuficiencia cardíaca por arterioesclerosis.

## Obras
- Tratado de derecho civil español